# 务基镇
务基镇，是中华人民共和国云南省昭通市永善县下辖的一个乡镇级行政单位。
2012年9月19日，云南省人民政府批复同意撤销务基乡，设立务基镇。

## 行政区划
务基镇下辖以下地区：
务基村、凉台村、八角村、白胜村、青龙村、回龙村、捏池村和锦屏村。